# もっかい!
『もっかい!』は、4224による日本の4コマ漫画作品。『まんがタイムきららMAX』（芳文社）誌上で連載されていた。

## 概要
常に遊ぶことを考えトラブルを引き起こす遊と、その保護者の衛を描く4コマ漫画作品。
日常のあらゆることを遊びに変えてしまう二人の激しいボケとツッコミが繰り返されるハイテンションな作品。
『まんがタイムきららMAX』（芳文社）誌上で2009年12月号にゲスト掲載の後、2010年4月号から2011年3月号まで連載されていた。

## 登場人物
野津衛
学級委員にして遊のストッパー。頻繁に遊の尻拭いを一緒にさせられている。
遊の暴走に付き合うことのできる唯一の人物であり、勉強を除くありとあらゆる事（特にスポーツ）が得意。そのため、周囲から妬みを受けた過去があり、部には所属していなかったが、「本気を出せる」遊という相方を見つけ現在は高校生活を満喫している。
底無しのスタミナに加え、元々のポテンシャルが高いこともそうだが、学習能力や成長率も高く、一度経験したことはあっさりマスターし、1日の鍛錬で翌日には別人のように強くなっている等、高い性能を誇る。
これらの高い能力に目を付けたチアリーディング部や卓球部などからの勧誘も多い。
しかし、あまりにも常人離れしすぎたスペックのため相手を意図せず傷つけてしまうこともあり、遊以外に本気を出さないようにしている。
占いが好きで、朝の占いが悪いだけで不機嫌になる。
実は蜘蛛が苦手だったり朝が弱かったりという弱点もある。
睦月遊
衛と同じく学級委員にしてトラブルメーカー。そのため頻繁に反省文を書かされている。衛曰く、付き合っていると「老ける」らしい。
常に遊ぶことを考えており、そのためトラブルを起こすことも多い半面、それが意図しない形で人の役に立ってしまうこともある。
何事にも果敢に挑戦し、決して諦めない性格で衛に勝負を挑むものの、元々能力が平均以下のためこくごとく敗北を喫する。
また、体力もある方ではなくすぐにバテるものの、尋常ではないタフさで食らいつく根性の持ち主。
「友人（白）」「生徒（白）」「白いの」と称されるように髪の毛が白い。
いつも遊んでばかりだが、実は毎日の予習復習は欠かさず勉強をしているため成績優秀。

## 単行本
芳文社より「まんがタイムKRコミックス」として刊行。
- 2011年5月12日発行 ISBN 978-4-8322-4025-4